# 浅井博章
浅井 博章（あさい ひろあき、1972年9月10日 - ）は、日本のラジオDJ、司会者、ナレーター。
神奈川県川崎市出身、兵庫県芦屋市在住。三兄弟の三男。

## 略歴
早稲田大学高等学院、早稲田大学法学部卒業。
1993年にFM802のオーディションに合格し、『FUNKY JAMS 802』でデビュー。オーディション合格後の大学4年生の春に、大学に籍を置いたまま大阪に引っ越した。1996年からはヴィジュアル系アーティストを扱う番組を担当する。
1994年には、半年間TOKYO-FMの番組に出演。1999年4月からはNACK5でも活動を開始。併せてビーイング制作のテレビ深夜番組のナレーション・出演だけでなく、GIZA StudioのCMナレーションも手掛けた。
1997年からは、自身が企画・運営を行うDJイベント「爆発寸前NIGHT」が定期的に開催されている。また、OSM DJコースでは非常勤講師を務めている。
2014年に結成された覆面バンド「Cemetery Cemetery」にヴォーカリストとして在籍。

## 出演

### ラジオ番組

#### 現在
- SUPERFINE SUNDAY（FM802、2012年4月 - ）[1]
- EVENING TAP（FM802、2019年10月 - ）[1]
- BEAT SHUFFLE（NACK5、1999年4月 - ）[1]

#### 過去
FM802
- FUNKY JAMS 802 （1993年10月 - 1996年9月)
- V-ROCK 802（1996年10月 - 1998年9月）
- ROCK VISION 802（1998年10月 - 2001年12月）
- OSAKAN HOT 100（2002年1月 - 2008年10月）
- ROCK KIDS 802（1998年10月 - 2004年3月は火曜日、2004年4月 - 2012年3月は月曜日担当）
- REDNIQS[2]（2008年10月 - 2019年9月）

TOKYO FM
- カタクリコホットライン・ゴールドラッシュ（1994年4月 - 9月）

NACK5
- G-SPOT（2001年7月 - 2004年3月）
- V-ROCK INDEX - 毎週月 - 金曜日 19:45 - 20:00（2012年4月 - 2014年3月）

### テレビ番組
- デジネバ（朝日放送、1999年10月 - 2004年10月）
- HOT WAVE（テレビ埼玉、2001年10月 - 2002年3月）
- V-ROCK FESTIVAL'09（2009年10月24 - 25日） - インターネット中継の総合司会担当

ナレーション
- アメロク（テレビ大阪、1999年4月 - 2001年3月） - 不定期でコーナー出演あり
- SO-HOT（テレビ大阪、2001年4月 - 2003年3月） - 不定期でコーナー出演あり
- GIZA STATION（テレビ大阪、2000年代初頭）
- VISUAL SHOCK（テレビ東京、2007年4月 - 2008年4月）

### ゲーム
- CAPCOM VS. SNK 2 MILLIONAIRE FIGHTING 2001（カプコン、2001年）ナレーション
- アウトモデリスタ（カプコン、2002年）ナレーション

### CM
TV CMナレーション
- 倉木麻衣
  - VHS『Mai Kuraki “Loving You…” Tour 2002 Final 2.27 YOKOHAMA ARENA』（2002年）
  - シングル「Feel fine!」（2002年）
  - シングル「Make my day」（2002年）
- 愛内里菜
  - シングル「Ohh! Paradise Taste!!」（2000年）
  - シングル「Run up」（2001年）
- rumania montevideo
  - アルバム『rumaniamania』（1999年）
  - アルバム『Girl,girl,boy,girl,boy』（2000年）

## その他
連載
- ヴィジュアル系専門音楽誌｢Zy.｣コラム（創刊 - 、終了）
- DoCoMoiMODE - OSAKAN HOT 100と連動。（2005年4月 - 2008年10月）
- 毎日が音楽 - ホームレスの自立を支援する雑誌「ビッグイシュー日本版」コラム（2005年9月15日発売  No.35 - 2015年8月15日発売 No.269）

音楽活動
- Cemetery Cemetery - ヴィジュアル系覆面バンドでボーカルを務める